# Desfile

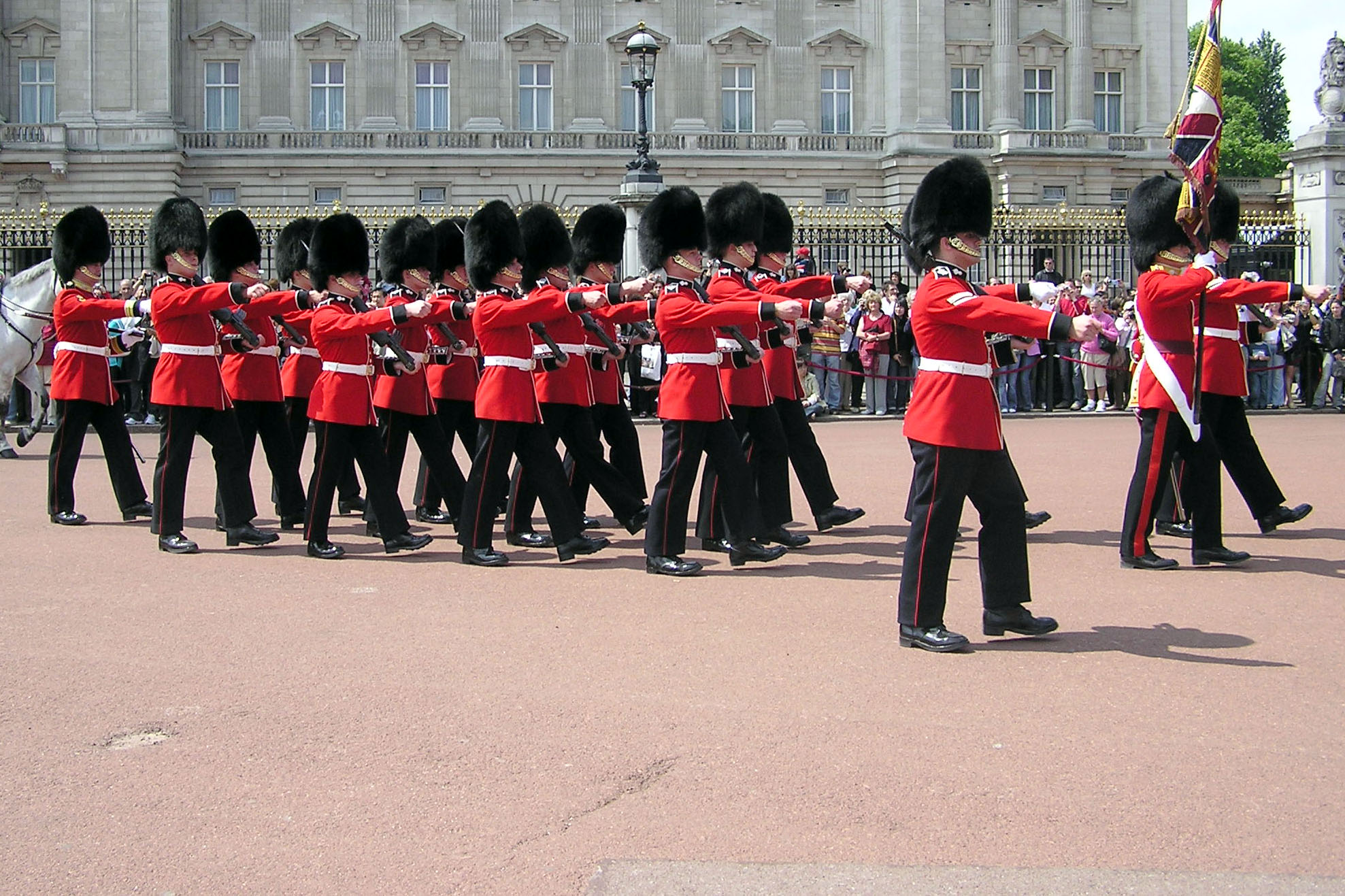
Desfile de la guardia del Palacio de Buckingham, Londres, 2005.

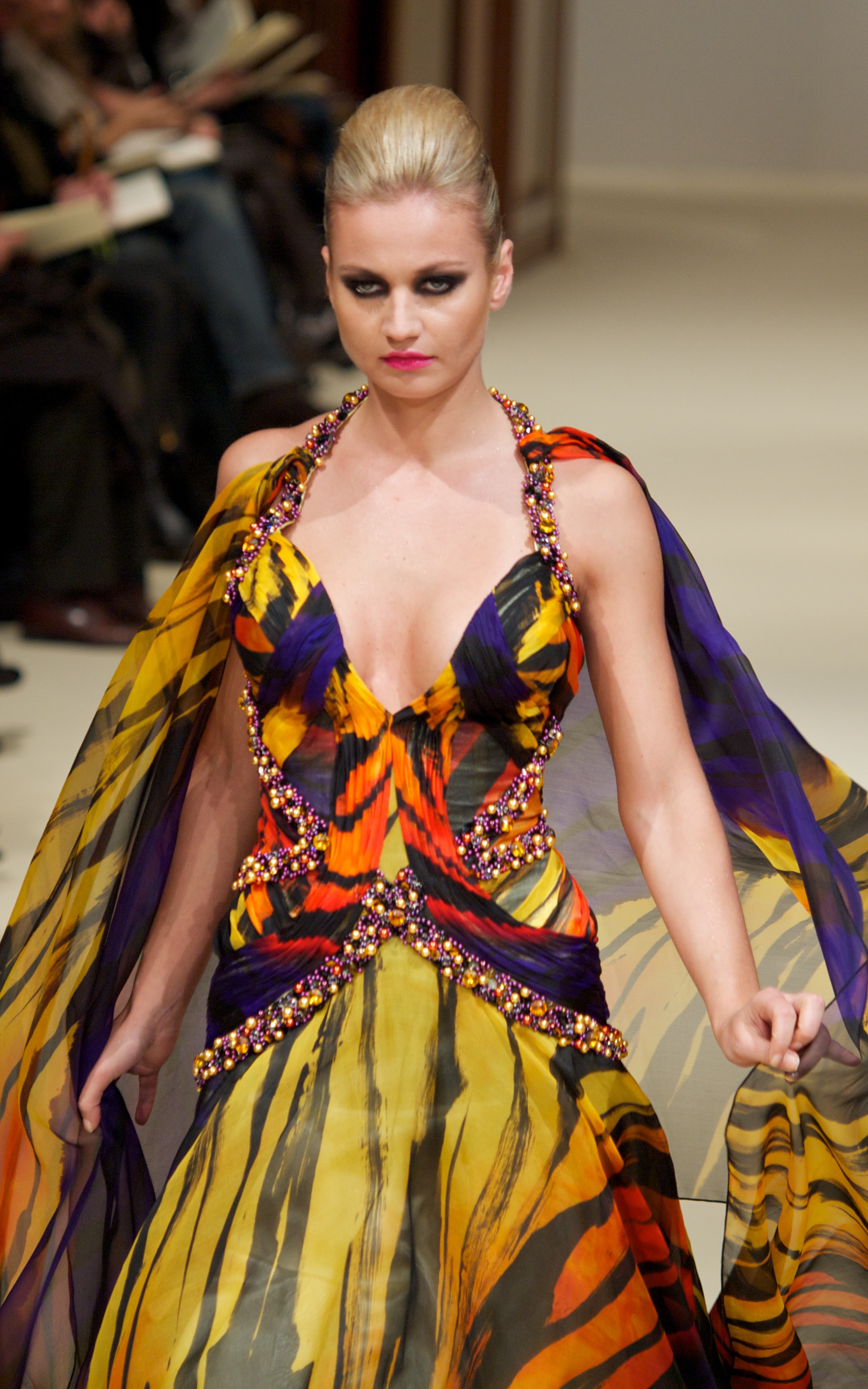
Desfile de una Modelo con un vestido moderno que refleja la tendencia actual de la moda en un pasarela de alta costura, París, 2011.

Un desfile lo constituye un grupo marchante de personas a pie, a caballo o motorizado con un recorrido concreto en una celebración pública. Puede tener carácter militar o civil.
Cuando es de tipo civil, generalmente está compuesto de una sección de gente que desfila propiamente y otra que ameniza el acto. Suele tener un acompañamiento musical y, en algunos casos, también títeres, bailarines, cómicos, etc. Ejemplos de ello son los desfiles festivos de moros y cristianos, las cabalgatas de los Reyes Magos,  los de Nueva Orleans, o las cabalgatas de carnaval que se celebran en muchas ciudades del mundo, como Río de Janeiro y Mazatlán.  

## Tipos de desfiles
- Desfile militar
- Desfile escolar
- Desfile universitario
- Desfile deportivo
- Desfiles de moda
- Desfile de honor